# Google Notebook
A Google Notebook, a magyar nyelvű változatban Google Jegyzetfüzet, a Google egy ingyenes szolgáltatása. Lehetővé teszi az internetes adatgyűjtés során a gyors jegyzetelést internetes jegyzettömbökbe, amiket a Google online tárol.
A Google Notebookkal szöveget, képeket, hivatkozásokat lehet elmenteni, ami aztán bárhonnan hozzáférhető. A szolgáltatás a honlapján kívül elérhető böngészőkiterjesztéseken keresztül is (jelenleg csak a Firefoxhoz és az Internet Explorerhez érhető el). A Firefox kiterjesztés jelenlegi verziószáma 1.0.0.20.
A kiterjesztés lehetővé teszi, hogy a weboldalakon kijelölt részt jobb egérkattintással azonnal hozzáadjuk a Notebookhoz, valamint a status baron megjelenő "Open Notebook" szövegre kattintva böngészhetjük és szerkeszthetjük a jegyzeteinket.
Néhány hónappal a Firefox kiterjesztés kiadása után a Google a bejelentkezett felhasználók kereső találatai mellé egy "Note this" linket tett. A linkre kattintva egy Ajax interface nyílik meg, mely a kiterjesztéshez hasonló módon teszi lehetővé a linkek a Google Notebookhoz való hozzáadását.
Lehetőség van a notebookok megosztására is: egy notebook vagy meghatározott személyek számára (private) vagy mindenki számára (public) hozzáférhető lehet, nincs lehetőség egyenként felhasználói jogok kiosztására, mint például a Google Calendarnál.
Az egyes notebookokat többen is szerkeszthetik, őket e-mailen keresztül hívhatjuk meg.
A szolgáltatást 2006. április 10-én jelentették be, és 2006. május 16-án tették elérhetővé. Induláskor a notebookok közti keresés még nem működött. 2009. január 14-én a Google bejelentette, hogy nem folytatja a szolgáltatás fejlesztését. A szolgáltatás nem elérhető új felhasználóknak, és a Notebook böngészőkhöz készült kiterjesztésének támogatását is beszüntetik, ugyanakkor akik már használják, továbbra is hozzáférhetnek a webes felületen. A bejelentés ellenére 2009 novemberében is működik a regisztráció a szolgáltatásra.